# Saint-Aubin-Sauges
Pour les articles homonymes, voir Saint-Aubin.
Saint-Aubin-Sauges est une localité de La Grande Béroche et une ancienne commune suisse du canton de Neuchâtel, située dans la région Littoral.

## Géographie

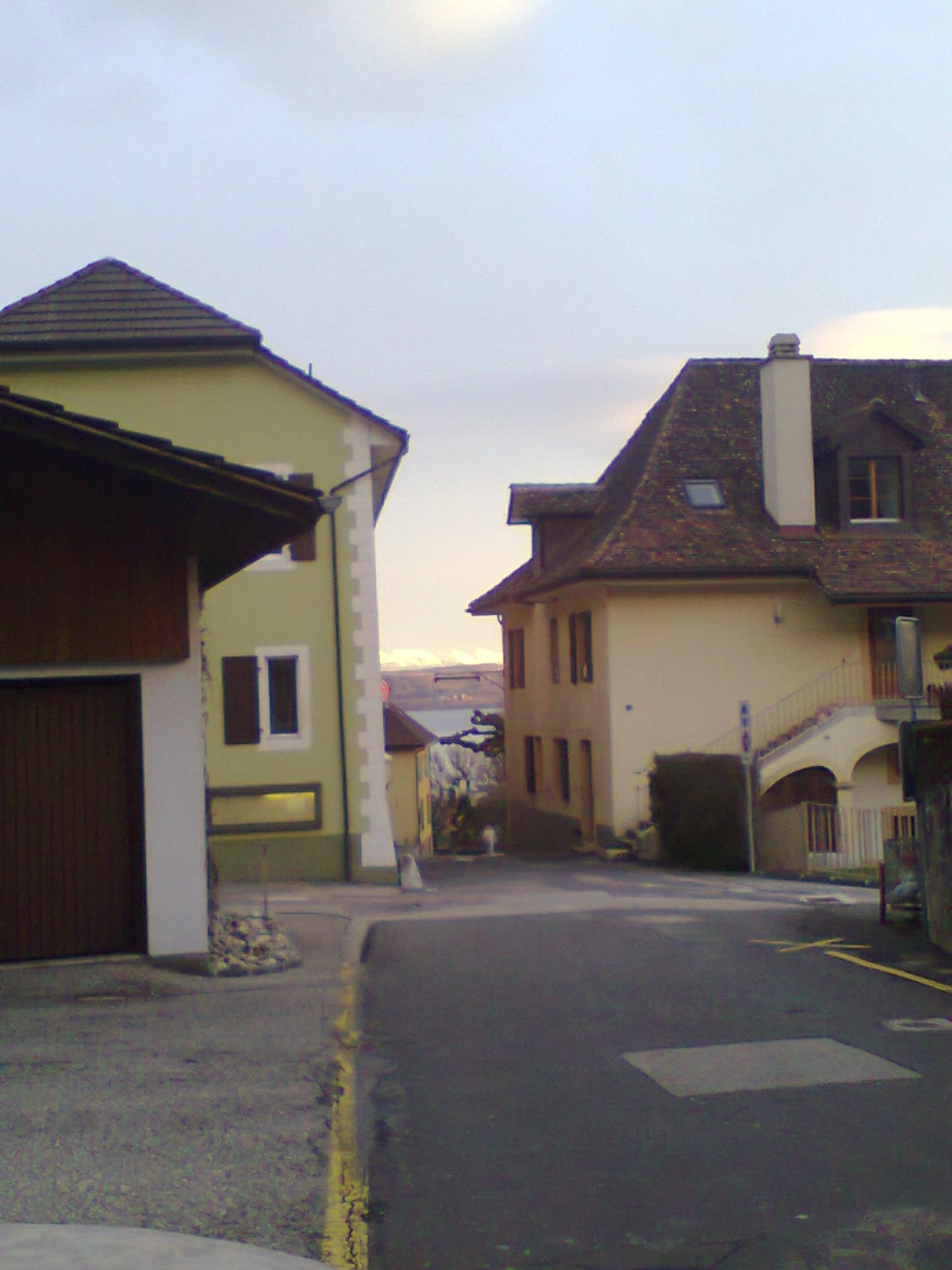
Rue de la Poste.

Vue aérienne (1954).

Le village de Saint-Aubin est situé sur la littoral du lac de Neuchâtel, le long de la voie romaine pavée la Vy d'Etraz, maintenant la route nationale 5.
Selon l'Office fédéral de la statistique, Saint-Aubin-Sauges mesure 7,71 km2. 13,5 % de cette superficie correspond à des surfaces d'habitat ou d'infrastructure, 47,9 % à des surfaces agricoles, 38,4 % à des surfaces boisées et 0,3 % à des surfaces improductives.
Avant sa disparition, la commune était limitrophe de Gorgier, Vaumarcus, Fresens et Montalchez.
Le 1er janvier 2018, Saint-Aubin-Sauges fusionne avec les communes de Bevaix, Gorgier, Vaumarcus, Montalchez et Fresens pour donner naissance à la nouvelle commune de La Grande Béroche.

## Histoire

### La préhistoire
La commune de Saint-Aubin-Sauges a été occupée dès la préhistoire. Au Néolithique, un site lacustre est érigé près de l'actuel port de plaisance : il s'agit du site palafittique préhistorique de Port-Conty. Sur ce site se sont succédé la culture de Cortaillod, la culture de Horgen et l'Auvernier-Cordé.

#### Ensemble mégalithique de Derrière la Croix à Saint-Aubin
L'ensemble mégalithique de Derrière la Croix à Saint-Aubin a été découvert lors de la construction de l'autoroute A5 en 1994, à Saint-Aubin et Vaumarcus. Il se trouvait en contrebas du Château de Vaumarcus et n'est plus visible aujourd'hui. Les trouvailles montrent qu'un alignement de 4 menhirs en granit fut érigé dans la première moitié du Ve millénaire av. J.-C., dans un axe su-ouest/nord-ouest. Le site sera abandonné au IVe millénaire av. J.-C., avant d'être réinvesti à la fin du IVe millénaire av. J.-C. ou au début du IIIe millénaire av. J.-C., comme en témoigne la construction d'un deuxième alignement à 4 menhirs en granit, cette fois-ci orienté un peu différemment. Le nouvel alignement est complété par un petit bloc isolé en retrait,. Le site montre des activités culinaires autour d'un grand four à pierres de chauffe - un genre de foyer considéré comme cultuel. Tout comme le site de Treytel-A Sugiez à Bevaix 6 km plus loin, le site de Derrière la Croix a connu une activité agricole à proximité ; la culture du blé nu attestée à Saint-Aubin-Sauges constitue d'ailleurs l'une des premières attestations matérielles de la culture du blé en Suisse.
Entre 4500 av. J.-C. et 4250 av. J.-C., à environ 200 m de l'alignement, une source probablement sacrée est dotée d'une chambre de captage d'eau, construite à base de dalles et de grosses pierres. Une hache-marteau brisée d'origine danubienne (objet de prestige rare en Suisse) a été trouvée au fond de cette chambre de captage.
Les menhirs de la forêt du Devens et le menhir de Saint-Aubin-Sauges sont également des témoins de l'activité humaine dans la région autour de Saint-Aubin-Sauge au Ve millénaire av. J.-C.

### Après la préhistoire
Les Romains s'y installent, ils construisent une route pavée et plusieurs villas.
Durant l'invasion barbare, les Alamans et les Huns passèrent dans la région, et les Francs colonisèrent cette région et intégrèrent la région dans le royaume des Burgondes.
Le village s'est ouvert au christianisme dès le VIe siècle.
Le temple de Saint-Aubin constitue le cœur spirituel du territoire appelé aujourd’hui encore la Béroche - du latin parochia, la paroisse. Un territoire qui s’étend de la commune de Bevaix à la frontière vaudoise et au Creux-du-Van.
En 1083, l'évêque Burkard de Bâle fonde l'abbaye de Saint-aubin et le couvent de Sainte-Marie-Madeleine. En 1176, l'évêque de Lausanne offre l'église de Saint-Aubin à l'abbé de Saint-Maurice (Valais).
L’abbaye de Saint-Maurice exerça son autorité spirituelle sur la Béroche jusqu’à la Réformation en 1531. En 1566 un accord intervint à la suite duquel les paroissiens rachetèrent à l’abbaye les droits qu’elle avait sur l’église et la cure.
En 1433, la châtellenie de Gorgier-Saint-Aubin fut rachetée, pour la somme de 11 000 florins par Jean Ier de Neuchâtel, dès lors elle devint une seigneurie liée au comté de Neuchâtel dont elle ne fut plus jamais distraite.
En 1660, la dysenterie frappa le village et 23 personnes décédèrent.
Aujourd'hui, Saint-Aubin, qui forme une seule commune avec Sauges depuis le 2 juillet 1888, constitue le village le plus important de la Béroche où sont concentrés la plupart des services. Diverses petites industries constituent la sphère d’activité des trois quarts de la main-d’œuvre. L’agriculture, en particulier la vigne et l’élevage, sont des occupations traditionnelles.
En 1900, l'entreprise de Fritz Moser fabrique de motocyclettes et des voitures, appelées STAS. Les bâtiments sont cédés plus tard à l'entreprise Bregnard, fabricant de machines.
Une statue de René Felber, 97e conseiller fédéral suisse, est érigée vers le port de plaisance.
L'arrêt de la diligence Pattus est créé vers 1600, il relie les voyageurs entre Yverdon et Neuchâtel, un hôtel restaurant est construit en lieu et place, appelé 'Chez Pattus', il a brûlé le 17 juin 1991. Depuis la zone est restée vide. Le 6 janvier 2014, des riverains s'opposent à la construction d'un nouvel hôtel restaurant avec des appartements à vendre,.
En 1997 débutent les travaux d'un tunnel autoroutier, l'autoroute A5, l'inauguration se fait en 2000, l'ouvrage mesure 1 993 mètres.
En 2000, un tunnel avec une seconde voie ferroviaire est construite sous la commune.
Le festival de rock BeRock est organisé au bord du lac, il a lieu chaque année depuis 2013.
Le 22 janvier 2014, selon l'ordonnance RS814.52, une ordonnance sur la distribution d'iode à la population, chaque habitant a reçu une boîte d'iode dans sa boîte à lettre. Cette ordonnance est dû à l'élargissement de la zone de sécurité de la centrale nucléaire de Mühleberg, la commune se situe dans la zone plan 3 de la centrale. Les zones 3 en Suisse se situe dans un rayon de 100 kilomètres autour d'une centrale nucléaire.

## Monuments

### Villa Le Rafour

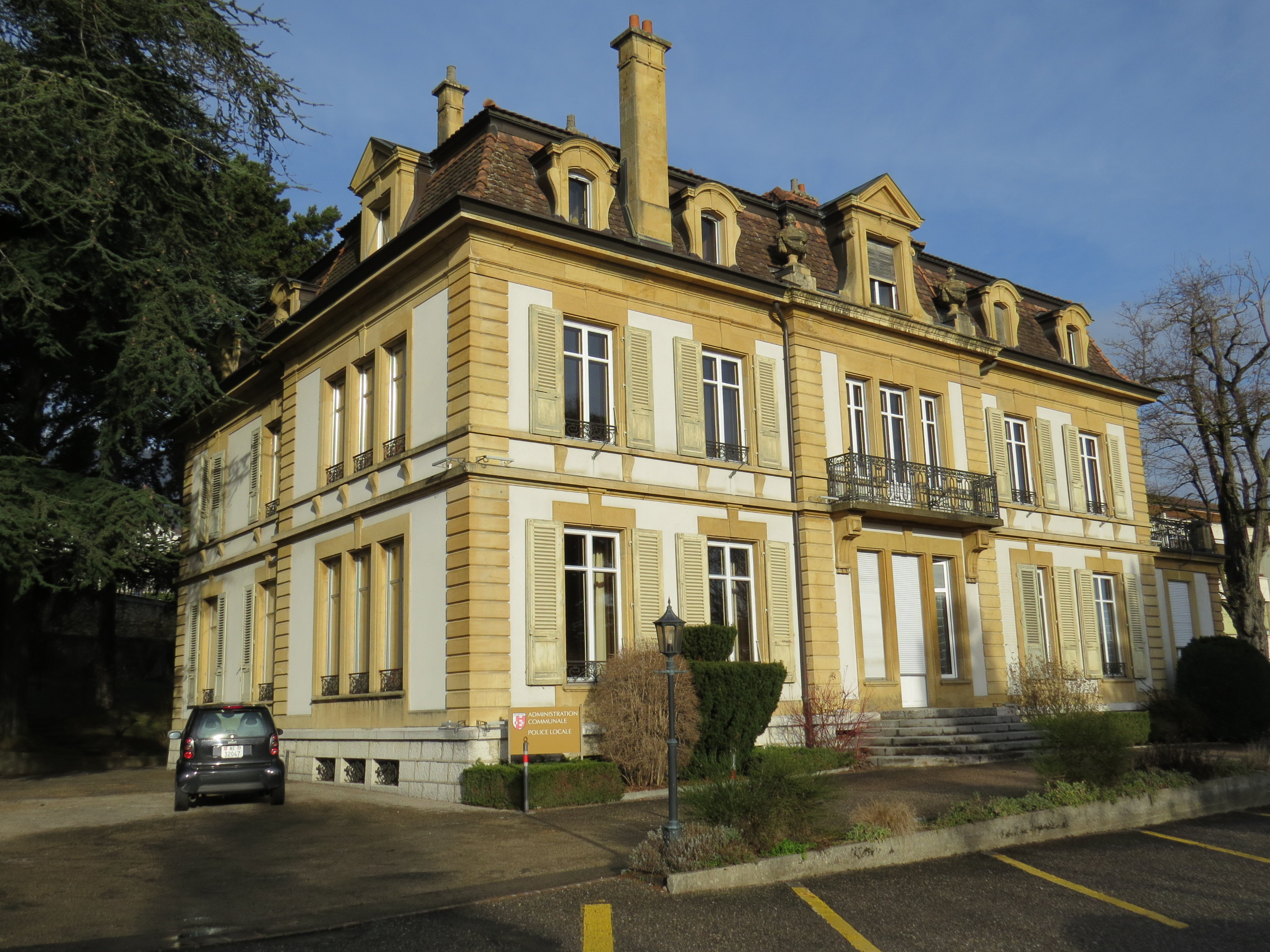
Administration communale, ancienne villa patronale Pernod.

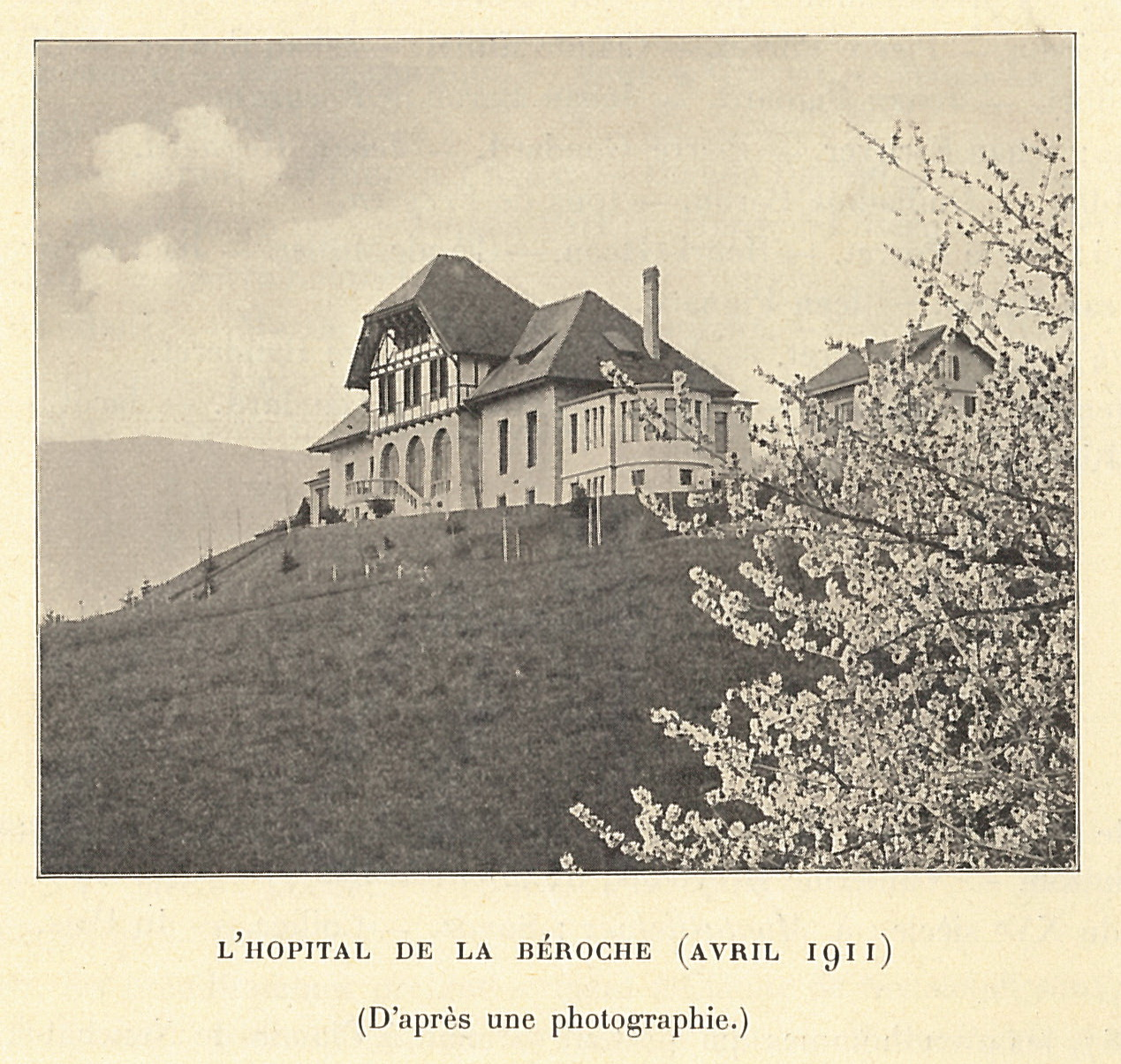
Le noyau ancien de l'hôpital en 1911.

Depuis 1984-85, l’administration communale est logée dans une ancienne villa de maître. La maison « Le Rafour » et ses dépendances ont été construites en 1901-1902 par les architectes Prince & Béguin pour Louis Pernod et son épouse. Originaire de Couvet, le propriétaire était alors le directeur retraité de la distillerie Pernod à Pontarlier.
Avec des volumes compacts, une stricte symétrie, des décors de style néoclassique et un large usage de la pierre de taille, l’architecture du bâtiment renvoie davantage aux traditions constructives des XVIIIe et XIXe qu’aux réalisations régionalistes très prisées au début du XXe siècle dans la région. Au moment de la construction, la demeure se distinguait toutefois des maisons de maître du XVIIIe siècle par son aménagement intérieur. L’approche rationnelle de la distribution des locaux et le choix des équipements (chauffage central, salle de bain et électricité) répondaient bel et bien aux besoins et aux goûts d’une famille d’industriels aisés et habitués au confort du début du XXe siècle ; il ne faut pas oublier la domesticité nécessaire au train de vie des propriétaires et le grand parc accompagnant l’habitation. La Commune de Saint-Aubin rachète la propriété en 1958 ; elle y fait aménager une grande salle en 1969 et y installe son administration en 1984-85. Elle figure au Recensement architectural du canton de Neuchâtel.

### Ancien hôpital de la Béroche
La construction de l'hôpital de la Béroche débute en 1903 et s'achève en 1905, à l'initiative d'une fondation privée, soutenue par de modestes donateurs autant que par de généreux mécènes et les communes de la région. Bel exemple d’architecture Heimatstil, le noyau initial est l’œuvre de l’architecte neuchâtelois Eugène Colomb. « Derrière son enveloppe aux accents régionalistes et aux matériaux traditionnels (pierre, bois et tuile), l'hôpital de la Béroche dissimule sans doute une précocité constructive : une structure porteuse combinant des murs extérieurs en maçonnerie sur lesquels s’appuient des éléments en béton et/ou métal. » Cette approche constructive répond en effet aux besoins médicaux du moment, en matière d'hygiène notamment, tout en intégrant le nouveau bâtiment dans son environnement villageois. L’exposition au soleil et à l'air pur permise par les vérandas, terrasses et jardins contribue également à certains processus de guérison du début du XXe siècle, d'autant que les patients bénéficient également d'une splendide vue sur les Alpes.
De façon à répondre à l'évolution démographique locale et aux progrès de la médecine, l'ensemble hospitalier fait ensuite l'objet de transformations et d'agrandissements importants à l'ouest : nouvelle aile (1922-23), surélévation de cette dernière (1948-49) et prolongation par un bâtiment supplémentaire (1964-66). Une annexe est également ajoutée à l’est en (1922-23), avant d’être démolie et remplacée par une nouvelle aile (1969-70). Les architectes et leurs commanditaires procèdent par juxtaposition, « l'architecture de chacune des ailes reflétant son époque de construction, sans véritable souci d'homogénéité stylistique. À l’intérieur par contre, chaque étape permet d’améliorer le fonctionnement et de développer les prestations offertes par l’établissement dans son ensemble. » Médecins et patients disposent d'une première salle d'opération à partir de 1923, d'une maternité en 1949 et d'un bloc opératoire en 1966. Les premiers agrandissements sont mal documentés au contraire des chantiers des années 1960-70 qui sont dus au bureau d'architecture Bernard Dubois à Neuchâtel ; contre toute attente, ce dernier réalise des constructions aux styles extrêmement différents, la première témoignant d'un usage brutaliste du béton assez précoce pour la région.
Au début du XXIe siècle, le processus de concentration des hôpitaux neuchâtelois va conduire à la fermeture de la maternité en 2000, de la chirurgie en 2002 et de l'ensemble de l'établissement à fin janvier 2016,.

## Personnalités
- Henri-François de Neuchâtel-Vaumarcus, comte de Neuchâtel.
- Jean-Henri Andrié, politique.
- Fritz Moser, industrielle.
- Emile Lauber, compositeur et professeur de musique classique.
- Joseph Lauber, compositeur.
- André Pierre-Humbert, écrivain.
- Louis-Georges-François Pillichody, général.
- René Felber, politicien, originaire de la commune.
- Marcel Langer (1917-1990), aviateur français, Compagnon de la Libération, né dans la commune.
- Arnaud Langer (1919-1955), aviateur français, Compagnon de la Libération, frère du précédent, également né à Saint-Aubin-Sauges.*
- Jean-Claude Killy (1943- ), athlète français, son père Robert est originaire de la commune.

## Démographie
En l'an 1340, il y avait 176 habitants.
Selon l'Office fédéral de la statistique, Saint-Aubin-Sauges compte 2 399 habitants fin 2022. Sa densité de population atteint 311 hab./km2. Saint-Aubin-Sauges a une population en décembre 2016 de 2 465. En 2008, 21,2 % de la population étaient des ressortissants étrangers résidents. La langue maternelle pour 2054 personne soit 84,7 % de la population est le français, le portugais est la deuxième langue avec 4,4 % de la population et l'allemand est la troisième avec 4,3 %.
En 2008 il y avait 47,7 % d'hommes et 52,3 % de femmes. La population était composée de 896 hommes suisses (36,9 % de la population) et 261 hommes (10,8 %) non suisses. Il y avait 1 054 femmes suisses (43,4 %) et 215 femmes (8,9 %) non suisses. 587 personne soit environ 24,2 % sont nés à Saint-Aubin-Sauges. 603 personnes soit 24,9 % sont nés dans le même canton, tandis que 592 soit 24,4 % sont nés ailleurs Suisse et 582 soit 24,0 % sont nés hors de Suisse.
En 2000, il y avait 1 008 ménages privés dans la commune avec une moyenne de 2,3 personnes par ménage. 336 ménages composés d'une seule personne et 65 ménages comptaient cinq personnes ou plus. En 2000, 986 appartements (85,1 % du total) étaient occupés en permanence, tandis que 138 appartements (11,9 %) étaient occupés de façon saisonnière et 35 appartements (3,0 %) étaient vides. En 2009, le taux de construction de nouvelles unités d'habitation était de 0,4 unité pour 1 000 habitants. En 2010, le taux d'inoccupation de la municipalité était de 0,81%.
Le graphique suivant résume l'évolution de la population de Saint-Aubin-Sauges entre 1850 et 2016  :

## Tourisme
Saint-Aubin est une ville étape de la « Route de l'Horlogerie »[source insuffisante] avec, en particulier, la pendulerie neuchâteloise « Le Castel ».

## Climat
| Mois                                | jan. | fév. | mars | avril | mai  | juin | jui. | août | sep. | oct. | nov. | déc. | année |
| ----------------------------------- | ---- | ---- | ---- | ----- | ---- | ---- | ---- | ---- | ---- | ---- | ---- | ---- | ----- |
| Température minimale moyenne (°C)   | −1,4 | −0,4 | 1,7  | 4,8   | 8,7  | 11,9 | 14,1 | 13,7 | 11,2 | 7,4  | 2,7  | −0,3 | 6,2   |
| Température moyenne (°C)            | 0,5  | 2    | 4,8  | 8,5   | 12,6 | 16   | 18,6 | 17,9 | 14,8 | 10   | 4,6  | 1,4  | 9,3   |
| Température maximale moyenne (°C)   | 2,6  | 4,7  | 8,7  | 13,1  | 17,5 | 21   | 24   | 23,3 | 19,6 | 13,4 | 7,1  | 3,5  | 13,2  |
| Précipitations (mm)                 | 73   | 69   | 69   | 63    | 82   | 93   | 77   | 97   | 81   | 67   | 81   | 81   | 932   |
| Nombre de jours avec précipitations | 11   | 10   | 11   | 10    | 12   | 11   | 9    | 10   | 8    | 9    | 10   | 11   | 122   |

| Diagramme climatique                                  |           |          |           |           |          |          |            |            |           |          |           |
| J                                                     | F         | M        | A         | M         | J        | J        | A          | S          | O         | N        | D         |
| 2,6−1,473                                             | 4,7−0,469 | 8,71,769 | 13,14,863 | 17,58,782 | 2111,993 | 2414,177 | 23,313,797 | 19,611,281 | 13,47,467 | 7,12,781 | 3,5−0,381 |
| Moyennes : • Temp. maxi et mini °C • Précipitation mm |           |          |           |           |          |          |            |            |           |          |           |

La durée d'ensoleillement de la ville s'élève à 1 641 heures par an.